# Rummanah
Rummanah (àrab: رمّانه, Rummāna) és una vila palestina de la governació de Jenin, a Cisjordània, al nord de la vall del Jordà, 17 kilòmetres al nord-oest de Jenin. Segons el cens de l'Oficina Central Palestina d'Estadístiques (PCBS) tenia 3.372 habitants en 2007.

## Història
La SWP hi va trobar cisternes tallades en la roca i un pou. Dauphin va descriure el lloc com un antic poble en un vessant del turó, amb rastres de restes antigues, incloses les cisternes i coves tallades a la roca.
Rummanah, igual que la resta de Palestina, es va incorporar a l'Imperi Otomà en 1517, i en el cens de 1596, el poble es trobava a la nàhiya de Sara, al liwà de Lajjun. Tenia una població de 12 famílies, totes musulmanes. Els vilatans pagaven impostos sobre el blat, l'ordi, collites d'estiu, oliveres, ingressos ocasionals, cabres i ruscs.
El tinent neerlandès van der Velde va recórrer l'àrea en 1851-2 i va descriure el poble (anomenat Rumuni) com a petit, i el va identificar amb l'antic Hadad-Rimon (v. Zacaries xii, 11).
L'explorador francès Victor Guérin va visitar el poble en 1863 i 1870, i el va descriure com a «reduït a vint miserables habitatges.» No es va adonar de qualsevol rastre d'antiguitat, a excepció d'unes poques cisternes a la roca i pous excavats. Guérin va acordar que el poble era Hadad-Rimon, però no va estar d'acord amb l'afirmació de Jeroni d'Estridóque Hadad-Rimon era Maximianòpolis.
Al Survey of Western Palestine la vila (anomenada Rummaneh) fou descrita com «un petit poble de fang i pedra, prop del peu dels turons, amb pous cap a l'oest i oliveres sota. Aquest poble sembla marcar el lloc de Maximianòpolis, un poble a 20 milles romanes de Cesària i 10 milles de Jizreel (Zer'in), l'antic nom de Maximianòpolis, segons Jeroni, era "Hadad Rimmon".»
Al cens de Palestina de 1922, realitzat per les autoritats del Mandat Britànic, Umm al-Tut had tenia 548 musulmans, incrementats en el cens de 1931 a 644 musulmans en un total de 151 llars.
En 1945 la població de Rummana (inclosa Khirbat Salim) era de 880 musulmans, amb 21.676 dúnams de terra, segons un cens oficial de terra i població. D'aquests, 2.876 dúnams eren usats per plantacions i terra de rec, 10.507 dúnams eren per cereals, amb un total de 27 dúnams de sòl urbanitzat.
Com a conseqüència de la guerra araboisraeliana de 1948, i després dels acords d'armistici araboisraelians de 1949, Rummanah van passar a pertànyer a Jordània i després de la Guerra dels Sis Dies de 1967, ha estat sota domini israelià.